# Pirates of the Sea
I Pirates of the Sea sono stati un gruppo musicale lettone che ha partecipato all'Eurovision Song Contest 2008 come rappresentante della Lettonia presentando il brano Wolves Of The Sea.
La canzone si è classificata all'11º posto a pari merito con quella georgiana di Diana Gurtskaya. Il frontman del gruppo nonché cantante è stato Roberto Meloni, artista italiano resosi famoso nel Paese Baltico per varie partecipazioni a programmi musicali.
La BBC premiò il gruppo per i migliori abiti di scena dell'evento.
Nel luglio 2008 i Pirates of the Sea hanno preso parte a Slaviansky Bazar, un concorso internazionale tenutosi a Vicebsk, Bielorussia. I Pirati si sono esibiti in Svezia e in Lituania, e la loro canzone Wolves of the Sea è entrata nelle classifiche di molti Paesi quali Germania e Danimarca. Raffaella Carrà li ha voluti ospiti del suo fortunato programma Carràmba che fortuna!

## Formazione
- Roberto Meloni
- Aleksandra Kurusova
- Jānis Vaišļa